# Siedlung am Mohli
Die Siedlung am Mohli (auch Siedlung am Mannlehen, historisch wohl: Schwarzach) ist eine Wüstung nahe dem Benediktinerkloster Münsterschwarzach in der Gemarkung des gleichnamigen Ortsteils von Schwarzach am Main im Landkreis Kitzingen. Die Siedlung entstand neben dem frühmittelalterlichen Kloster als Niederlassung für Angestellte und Händler. Sie wurde wahrscheinlich im Zuge des Baus von Stadtschwarzach im 13. Jahrhundert aufgegeben.

## Geografische Lage
Das Siedlungsareal umfasst Gebiete zwischen dem Main im Westen und dem Areal des Klosters im Osten. Heute sind hier die Bushaltestelle des Egbert-Gymnasiums und ein großer öffentlicher Parkplatz zu finden. Im Westen verläuft heute die Staatsstraße 2271 an der Siedlungsstelle vorbei, während im Osten weiterhin die Bruchsteinmauer des Klosters Münsterschwarzach beginnt. Eine Zufahrtsstraße zur Staatsstraße teilt das ehemalige Siedlungsgebiet in zwei Hälften. Die Siedlungsstelle ist als Bodendenkmal vermerkt.

## Geschichte
Die ehemalige Siedlung, die sich wohl während ihres Bestehens schlicht nach dem Kloster Schwarzach nannte, liegt heute in der Flur Mohli oder Mannlehen. Wahrscheinlich lebten ab der Karolingerzeit hier Menschen, die zum Kloster orientiert waren. Nördlich des Ortes verlief die von Schwarzenau auf der anderen Mainseite kommende Via Regia, die Schwaben mit Sachsen über Schweinfurt verband. Direkt tangiert wurde das Dorf von der regional bedeutsamen Straße Kitzingen–Münsterschwarzach–Volkach.
Die Bevölkerung hatte keinen Zugang zum Main, weil die Gemarkung des benachbarten Gerlachshausen sich unmittelbar westlich des Dorfes zwischen dem Fluss und der Siedlung am Mohli wie ein Riegel vorschob. Deshalb wurden hier überwiegend Handwerker, Bauern und Bedienstete des Klosters vermutet. In den Jahren 1966 und 1967 stieß man bei Grabungen auf die Überreste des Dorfes und grub eine Bronze-Nähnadel, Tonscherben, Tierknochen, Hauslehm und Eisenschlacke des 9. bis 11. Jahrhunderts aus. Besonders bedeutsam war der Fund eines Silber-Obols aus der Zeit um 1030.
Die Gründe für die Aufgabe der Siedlung sind unklar. Burkard Bausch nennt in seiner Klosterchronik aus dem 17. Jahrhundert das Mannlehen, verweist aber auf seine Nutzung als Ackerfläche. Eventuell gab man die Siedlung am Mohli auf, weil die andauernden Hochwasser des Mains blühendes Gemeindeleben unmöglich machte. Vielleicht spielte in diesem Zusammenhang auch die planmäßige Anlage des weiter südlich gelegenen Stadtschwarzach eine Rolle, das nun die Klosterbediensteten aufnehmen konnte. Erst 1339 und 1342 entstanden wieder einige wenige Häuser um das Kloster Münsterschwarzach.